# Richard Wolfram
Richard Wolfram (* 16. September 1901 in Wien, Österreich-Ungarn; † 30. Mai 1995 in Traismauer) war ein österreichischer Volkskundler, Skandinavist, Leiter einer Forschungseinrichtung des SS-Ahnenerbes und Illegaler Nationalsozialist, der nach 1945 wieder Fuß fassen konnte.

## Leben
Richard Wolfram wurde in einer bildungsbürgerlichen Familie geboren. Von 1920 bis 1926 studierte er Germanistik, Skandinavistik und Kunstgeschichte an der Universität Wien und promovierte dort 1926 mit einer Arbeit zum Thema „Ernst Moritz Arndt und Schweden. Zur Geschichte der deutschen Nordsehnsucht“. 1934 habilitierte er sich für germanische Volkskunde und Neuskandinavistik bei Rudolf Much an der Universität Wien. Während seiner Habilitation kam es zu Problemen wegen des Verdachts der nationalsozialistischen Betätigung, aber die Habilitierung erfolgte offenbar dennoch, denn 1936 reichte Wolfram seine Arbeit über Schwerttanz und Männerbund ein.
Von 1928 bis 1938 war er Lektor für die schwedische Sprache an der Universität Wien, doch hielt er sich in der Zeit von 1934 bis 1939 vermehrt in Skandinavien auf. Ab dem Wintersemester 1937/38 lehrte er an der Universität Wien, wo er 1939 zum planmäßigen außerordentlichen Universitätsprofessor für germanisch-deutsche Volkskunde ernannt wurde. Diese Funktion hatte er bis zu seiner Dienstenthebung 1945 durch die US-Militärregierung inne. Von 1945 bis 1954 arbeitete er als freiberuflicher Volkskundler. Nach seiner Rehabilitation erlangte er 1954 die Venia legendi als Dozent der Universität Wien wieder, wurde 1959 dort zum außerordentlichen Universitätsprofessor wiederernannt und 1963 zum ordentlichen Professor berufen. 1972 erfolgte die Emeritierung.

## Rolle im Nationalsozialismus
Wolfram trat am 1. Juni 1932 der NSDAP bei (Mitgliedsnummer 1.088.974) und war damit ab 1933 Illegaler Nationalsozialist. Während der gesamten Zeit des Nationalsozialismus war Wolfram in der SS sehr engagiert. Er wurde 1938 von Heinrich Himmler zum Leiter der Lehr- und Forschungsstätte für germanisch-deutsche Volkskunde innerhalb der Außenstelle Süd-Ost des SS-Ahnenerbes in Salzburg ernannt. Für das SS-Ahnenerbe war Wolfram äußerst aktiv und übernahm zahlreiche Aufgaben europaweit, so z. B. von 1940 bis 1941 als Leiter der Arbeitsgruppe Brauchtum und Volksglauben der streng geheimen Kulturkommission Südtirol, die von Heinrich Himmler eigens dazu eingerichtet worden war, gemäß dem Hitler-Mussolini-Abkommen die Umsiedlung der Südtiroler im Rahmen der Option in Südtirol zu organisieren und hierzu wichtiges ‚Volksgut‘ zu erhalten. Trotz seiner weitreichenden Verstrickungen mit dem Nationalsozialismus konnte Wolfram nach 1945, so wie Otto Höfler, Eberhard Kranzmayer und andere, erneut im akademischen Betrieb Fuß fassen.

## Auszeichnungen (Auswahl)
- 1930 Ritter des schwedischen Wasaordens I. Klasse
- 1966 Raimund-Zoder-Medaille
- 1968 Georg-Graber-Medaille der Kärntner Landsmannschaft
- 1971 Wirkliches Mitglied der Österreichischen Akademie der Wissenschaften
- 1973 Arthur-Hazelius-Medaille des Nordischen Museums in Stockholm
- 1975 Kommandeur des Schwedischen Nordstern-Ordens
- 1977 Ehrenmedaille der Bundeshauptstadt Wien in Silber
- 1977 Österreichisches Ehrenkreuz für Wissenschaft und Kunst I. Klasse
- 1984 Goldenes Ehrenzeichen des Landes Salzburg
- 1985 Glaspokal des Landes Salzburg
- 1991 Einrichtung eines Richard-Wolfram-Raumes im Schwedischen Tanzmuseum in Stockholm
- Vielfältige und zahlreiche Ehrungen am Sektor der Volksmusikpflege und des Volkstanzes durch Gebietskörperschaften, Gesellschaften und Vereine

## Schriften (Auswahl)
- Schwerttanz und Männerbund, 3 Bände, 1936–37
- Die Volkstänze in Österreich und verwandte Tänze in Europa, 1972
- Brauchtum und Volksglaube in der Gottschee, 1980
- Südtiroler Volksschauspiel und Spielbräuche, 1987

## Sekundärliteratur
- Olaf Bockhorn, Helmut Fielhauer, Kulturelles Erbe und Aneignung. Festschrift, 1982 (jeweils mit Schriftenverzeichnis).
- Olaf Bockhorn: „Wiener Volkskunde 1938–1945“. In: Helge Gerndt (Hrsg.): Volkskunde und Nationalsozialismus. Referate und Diskussionen einer Tagung (= Münchner Beiträge zur Volkskunde, Band 7). München 1987, S. 229–237.
- Olaf Bockhorn: „Der Kampf um die "Ostmark". Ein Beitrag zur Geschichte der nationalsozialistischen Volkskunde in Österreich“. In: Willfährige Wissenschaft. Die Universität Wien 1938-1945. Hg. Gernot Heiß, Siegfried Mattl, Sebastian Meissl, Edith Saurer und Karl Stuhlpfarrer (= Österr. Texte zur Gesellschaftskritik 43). Wien 1989, S. 17–38.
- Olaf Bockhorn, Helmut Eberhart: „Volkskunde im Reichsgau Salzburg. Institutionen – Personen – Tendenzen“. In: Walburga Haas (Hrsg.): Volkskunde und Brauchtumspflege im Nationalsozialismus in Salzburg. Tagungsbericht. (Salzburger Beiträge zur Volkskunde 8) Salzburg 1996., S. 57–80
- James R. Dow, Hannjost Lixfeld (Hrsg.): The Nazification of an Academic Discipline. Folklore in the Third Reich. Indiana University Press, Bloomington Indianapolis 1993.
- James R. Dow, Olaf Bockhorn (Hrsg.): The Study of European Ethnology in Austria. Ashgate MPG Books Progress in European Ethnology XIV, Aldershot/Burlington 2004.
- Helmut Fielhauer (Hrsg.): Volkskunde und Volkskultur. Festschrift, 1968.
- Helge Gerndt (Hrsg.): Volkskunde und Nationalsozialismus. Referate und Diskussionen einer Tagung. Münchner Beiträge zur Volkskunde 7, München 1987.
- Alfred W. Höck: „Der Volkskundler Richard Wolfram und der lange Schatten der deutsch-völkischen Mythenwelt“, in: Waltraud Froihofer (Hrsg.): Volkstanz zwischen den Zeiten. Zur Kulturgeschichte des Volkstanzes in Österreich und Südtirol. Bibliothek der Provinz, Weitra 2012, S. 617–644.
- Alfred W. Höck: „Zu den Bilddokumenten im Nachlass Richard Wolframs“, in: Waltraud Froihofer (Hrsg.): Volkstanz zwischen den Zeiten. Zur Kulturgeschichte des Volkstanzes in Österreich und Südtirol. Bibliothek der Provinz, Weitra 2012, S. 645–653.
- Wolfgang Jacobeit, Hannjost Lixfeld, Olaf Bockhorn (Hrsg.): Völkische Wissenschaft. Gestalten und Tendenzen der deutschen und österreichischen Volkskunde in der ersten Hälfte des 20. Jahrhunderts, Wien/Köln/Weimar 1994.
- U. Kammerhofer-Aggermann: „In memoriam Richard Wolfram (1901-1995)“, in: Mitteilungen der Anthropologischen Gesellschaft in Wien, Band 125/126, Wien 1995/96, S. 317–318; dasselbe in: Walburga Haas (Hrsg.): Volkskunde und Brauchtumspflege im Nationalsozialismus in Salzburg. Tagungsbericht (Salzburger Beiträge zur Volkskunde, Bd. 8), Salzburg 1996, S. 399f.
- U. Kammerhofer-Aggermann: „Wolfram, Richard“, in: Adolf Haslinger und Peter Mittermayr (Hrsg.): Salzburger Kulturlexikon, Salzburg 2001, S. 566f.
- K. Köstlin: „Richard Wolfram 1901-1995“. In: Zeitschrift für Volkskunde. Heft 4. Wien 1995, S. 480–483.
- K. J. Kuhn: „Netzwerke, Identitätspolitik und ein Abgrenzungsnarrativ. Zur Wissensgeschichte der Beziehungen zwischen der «völkischen» und der Schweizer Volkskunde“, in: Zeitschrift für Volkskunde – Beiträge zur Kulturforschung, 113/1, Waxmann, Münster etc. 2017, S. 42–63.
- Hannjost Lixfeld: Folklore and Fascism. The Reich Institute for German Volkskunde, ed. and transl. By James R. Dow. Indiana University Press. Bloomington and Indianapolis 1994.
- M. Lackner-Kundegraber: „Univ.-Prof. Dr. Richard Wolfram ist gestorben“, in: Gottscheer Zeitung, September/Oktober 1995, S. 15.
- O. Moser: „Richard Wolfram. Nachruf“. In: Almanach der Österreichischen Akademie der Wissenschaften. 145. Jahrgang. Wien 1995, S. 525–534.
- Elsbeth Wallnöfer: Die wissenschaftliche Legitimierung des Volkstanzes Richard Wolfram. In: Waltraud Froihofer (Hrsg.): Volkstanz zwischen den Zeiten. Zur Kulturgeschichte des Volkstanzes in Österreich und Südtirol. Bibliothek der Provinz, Weitra 2012, S. 654–671.
- Alfred Werner Höck: Richard Wolfram (1901–1995). „Wir haben einen Stern, dem wir gefolgt sind“. In: Karel Hruza (Hrsg.): Österreichische Historiker. Lebensläufe und Karrieren 1900–1945, Bd. 3, Böhlau, Wien u. a. 2019, ISBN 978-3-205-20801-3, S. 479–526.